# Shaun Ryder

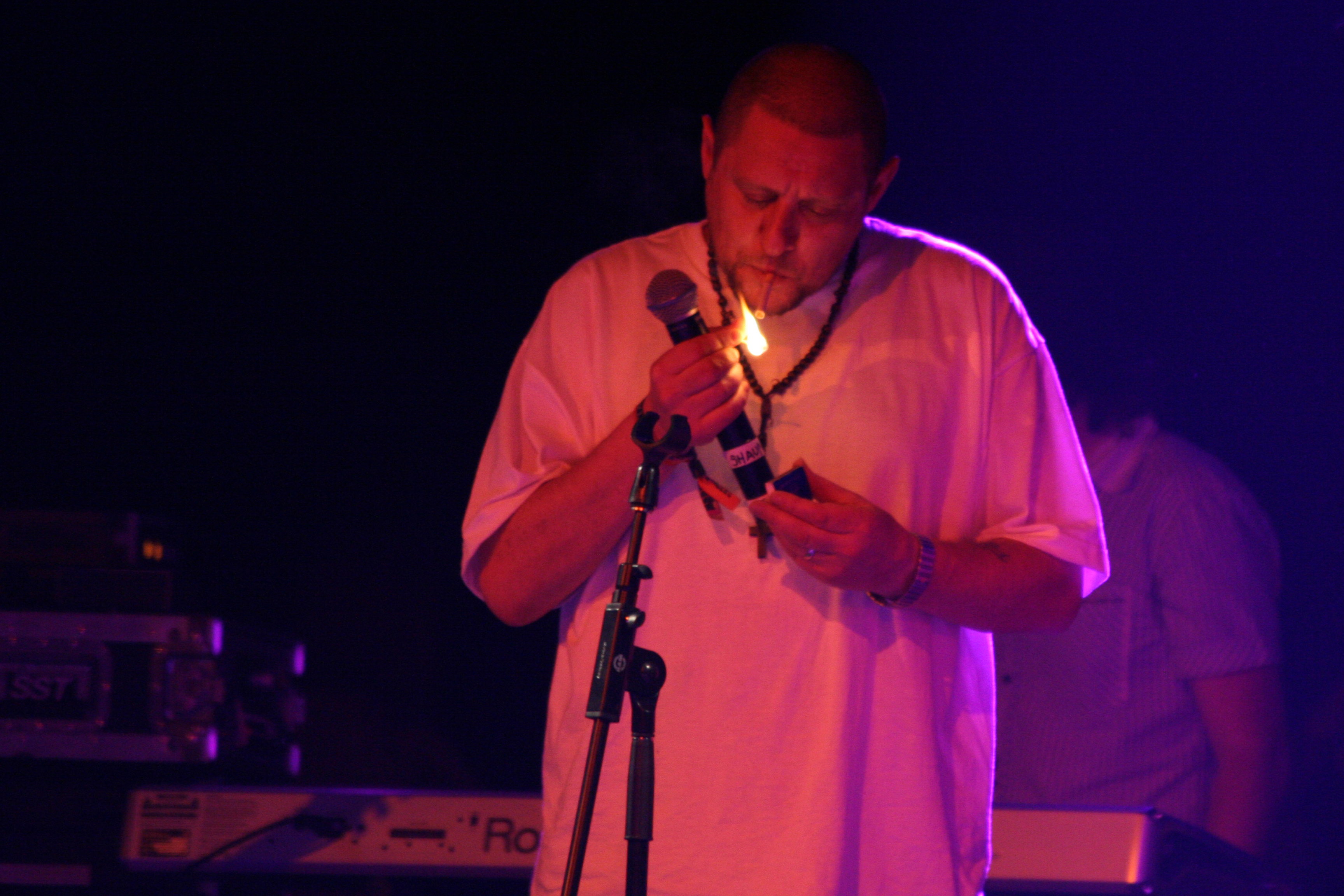
Shaun Ryder 2007.

Shaun William George Ryder, född 23 augusti 1962 i Little Hulton, Manchester, är en brittisk musiker. Han blev känd som sångare i musikgruppen Happy Mondays (1985-1993) och fick stora framgångar med den nya gruppen Black Grape (1993-1998). Sedan dess har han gått över till en solokarriär.
Shaun Ryder är känd för sina egensinniga texter och sitt drogmissbruk. Han är en central karaktär i filmen 24 Hour Party People, som handlar om Manchesterscenen.
Han tilldelades den brittiska musiktidningen NME:s Godlike genius award år 2000.